# Marcel Siem
Marcel Siem (Mettmann, 15 juli 1980) is een Duitse golfprofessional.

## Biografie

### Amateur
Siem heeft in het nationale jeugd- en herenselectie gezeten. In 1999 wint hij het Spaans Amateur. 

### Professional
In 2000 werd Siem professional. In 2001 en 2002 speelde hij op de Challenge Tour, daarna op de Europese PGA Tour. In 2003 behaalde hij drie Top-10 plaatsen. In 2004 behaalde hij zijn eerste overwinning en incasseerde  hij nog vijf Top-10 plaatsen.
Ook het jaar 2006 was succesvol. Hij werd tweede op de Omega European Masters achter Bradley Dredge, waardoor hij zijn tourkaart voor 2007 zeker stelde; Vervolgens won hij met Bernhard Langer de World Cup in Barbados. Als dank aan de steun van de golfwereld richtte hij een toernooi in Duitsland op, maar de Postbank Challenge werd achteraf slechts eenmaal gespeeld.  
In 2012 won hij het Open de France en in 2013 de King Hassan II Trophy. Nadat hij in november 2014 de BMA Masters won, stond hij op nummer 70 van de wereldranglijst.

## Palmares

### European Tour
| Nr. | Datum           | Toernooi                    | Score           | Score | Info                                                    |
| --- | --------------- | --------------------------- | --------------- | ----- | ------------------------------------------------------- |
| 1   | 25 januari 2004 | Alfred Dunhill Championship | 65-67-68-66=266 | –22   | Won de play-off van Grégory Havret en Raphaël Jacquelin |
| 2   | 8 juli 2012     | Alstom Open de France       | 68-68-73-67=267 | –7    |                                                         |
| 3   | 31 maart 2014   | Trophée Hassan II           | 64-68-69-70=271 | –17   |                                                         |
| 4   | 2 november 2014 | BMW Masters                 | 68-66-65-73=272 | –16   | Won de play-off van Ross Fisher en Alexander Lévy       |

Overige
- 2006: WGC-World Cup (met Bernhard Langer)

## Teams
- World Cup: 2003, 2004, 2006 (winnaars), 2013